# Guerra Civil da Lituânia (1389–1392)

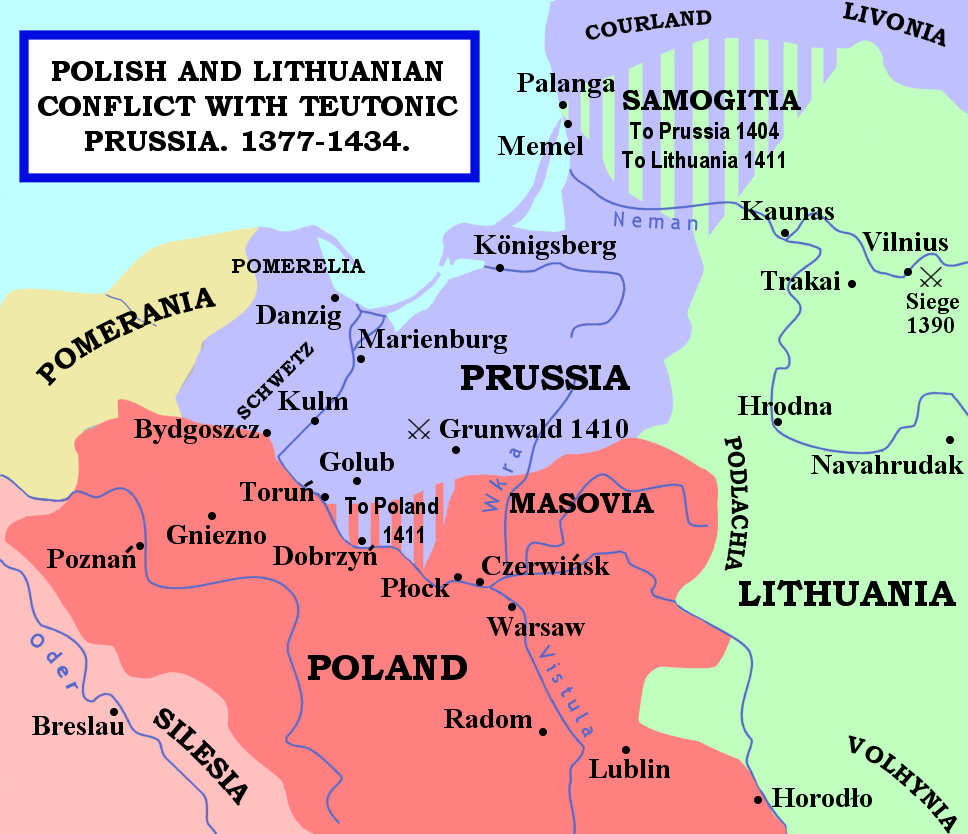
Mapa do conflito dos Cavaleiros Teutônicos com a Lituânia e a Polônia

A Guerra Civil da Lituânia de 1389-1392 foi o segundo conflito civil entre Ladislau II, Rei da Polônia e Grão-Duque da Lituânia, e seu primo Vytautas. Em questão estava o controle do Grão-Ducado da Lituânia, então o maior estado da Europa. Ladislau II foi coroado rei da Polônia em 1386; ele instalou seu irmão Skirgaila como governante da Lituânia. Skirgaila provou-se impopular e Vytautas tentou depô-lo. Quando sua primeira tentativa de tomar a capital de Vilnius falhou, Vytautas forjou uma aliança com os Cavaleiros Teutônicos, seu inimigo comum - assim como ambos os primos fizeram durante a Guerra Civil Lituana entre 1381 e 1384. Vytautas e os Cavaleiros sitiaram sem sucesso Vilnius em 1390. Nos dois anos seguintes, ficou claro que nenhum dos lados poderia alcançar uma vitória rápida, e Ladislau II propôs um compromisso: Vytautas se tornaria Grão-Duque e Ladislau II permaneceria Duque Superior. Esta proposta foi formalizada no Acordo de Ostrów de 1392, e Vytautas se voltou contra os Cavaleiros. Ele passou a reinar como Grão-Duque da Lituânia por 38 anos, e os primos permaneceram em paz.